# Carlo Sigonio
Carlo Sigonio (Modena, 1523 – presso Modena, 28 agosto 1584) è stato uno storico italiano di espressione latina.
Tra i primi studiosi a dedicarsi alla storia medievale, Sigonio è considerato «il vero scopritore del Medioevo, quello che lo aperse agli studi e ne accennò la strada.»

## Biografia
Nato a Modena intorno al 1520, figlio del mercante di panni Nicolò Maria Sigone e di Ursolina Favalotti.
Ebbe, giovanetto, a maestro nella sua città natale Francesco Porto, dal quale fu addestrato nel greco; si recò poi agli studi di Bologna e di Pavia; quindi fu al servizio del cardinale Marino Grimani, finché fu chiamato a Modena a succedere al Porto nel 1546. Nel periodo del suo insegnamento modenese entrò come precettore in casa Rangoni. Passò a Venezia nel 1552 a insegnare umanità e, otto anni dopo, quando la sua fama si era già affermata, a Padova, dove rimase sino al 1563, nel quale anno accolse l'invito dello studio di Bologna, che fu sua dimora sino alla morte. Morì in una sua villa al Ponte Basso, presso Modena, il 28 agosto 1584.
Fra i cultori di storia nel XVI secolo, Sigonio si distingue per la sua passione erudita, per la quale può essere avvicinato al suo amico Onofrio Panvinio, per il suo amore e rispetto del documento, per la sua attività di ricercatore di biblioteche e di archivi, per le sue doti di equilibrio e di saggezza nella discriminazione e nell'uso delle fonti, tutte doti che fanno di lui il maggiore e più vero precursore del Muratori. Il carattere più spiccato e nuovo della sua storia è di aver sentita l'importanza e la forza del diritto nello svolgimento delle istituzioni. Suo merito precipuo è di avere volto il suo studio al Medioevo ancor troppo dimenticato e di averlo fatto oggetto di lungo e vario esame nei libri De Regno Italiae (ab anno 570 ad annum 1200) che, insieme con quelli pubblicati dopo la sua morte, come volle nel suo testamento, dal canonico bolognese Alessandro Caprara (sino al 1268), restano il suo maggior lavoro, frutto di tenaci fatiche e di lunghe indagini archivistiche, opera che può dirsi originale, edita nel 1574, cioè nel periodo della sua piena maturità. Fra i suoi numerosi lavori di storia romana, variamente giudicati dai contemporanei e dai posteri, ma rilevanti tutti per l'ampiezza dell'informazione e per un forte e vivo bisogno di precisione e di esattezza; fra gli altri suoi scritti di storia e di letteratura greca e latina, questo De Regno Italiae ha una sua fisionomia caratteristica per la nuova passione che lo ispira e che si traduce qua e là in un accento agitato e commosso, come quando l'autore viene a discorrere dei comuni e in particolare del carroccio milanese. Vengono poi, in ordine di merito, altre opere scritte tutte in un latino elegante, da perfetto umanista quale era Sigonio: i Regum, consulum, dictatorum ac censorum romanorum Fasti (1550), il De nominibus Romanorum (1553-56), le tre opere De antiquo iure (Civium romanorum; Italiae; Provinciarum) edite nel 1560 e i cinque libri De Repubblica Atheniensium (1564), per non discorrere degli studi filologici, fra cui le Emendationes liviane (1555; 1557) e i Fragmenta e libris deperditis Ciceronis collecta (1559-60). Sigonio rappresentò la filologia classica fra gli altri filologi modenesi cinquecenteschi che studiarono la lingua italiana (Castelvetro) e il provenzale e francese (Barbieri). Anche sotto un altro rispetto egli va considerato: per avere, cioè, dato opera alla storia regionale (sei libri Historiarum Bononiensium ab initio civitatis usque ad an. MCCLVII). Ebbe talvolta accese polemiche come quella con Francesco Robortello.

## Opere
- De nominibus Romanorum
- Fasti consulares (1550; nova ed., Oxoniae, 1802)
- De antiquo jure Romanorum, Italiae, provinciarum (1560)
- De dialogo liber (1562)
- De Romanae jurisprudentiae judiciis (1574)
- De republica Atheniensium (1564)
- De Atheniensium et Lacedaemoniorum temporibus (1565)
- Historia bononiensis (1578)
- De occidentali imperio (1579)
- De regno Italiae (1580)
- De republica Hebraeorum (1582)